# Ingredient
Un ingredient és un compost d'una mescla o d'un aliment. El tipus i quantitat de cada ingredient determina el resultat final i en el cas de la venda d'aquest producte, la llei obliga a detallar la composició exacta d'allò resultant, informació que apareix a l'etiqueta de l'envàs o embolcall. En el cas dels aliments es pot incloure a més a més informació nutricional, mentre que en el cas dels productes farmacèutics sol aparèixer només el percentatge de cada component o ingredient actiu. Se solen destacar aquells ingredients que poden suscitat una al·lèrgia o intolerància.